# إيوان هندرسون (لاعب كرة قدم)
إيوان هندرسون (بالإنجليزية: Euan Henderson) هو لاعب كرة قدم بريطاني، ولد في 26 يونيو 2000 في إدنبرة في المملكة المتحدة. لعب مع هارت أوف ميدلوثيان.

## وصلات خارجية
- إيوان هندرسون على موقع قاعدة بيانات كرة القدم.إي يو (الإنجليزية)
- إيوان هندرسون على موقع Soccerbase.com (لاعب) (الإنجليزية)
- إيوان هندرسون على موقع Soccerway.com (الإنجليزية)
- إيوان هندرسون على موقع عالم كرة القدم.نت (الإنجليزية)